# بينك وبيني (ألبوم)
بينك وبيني هو أول ألبوم للفنانة السورية أصالة نصري. تم إصداره عام 1992.

## قائمة الأغاني
- بتروحلك مشوار - 3:40
- بينك وبيني - 4:34
- حمدالله عالسلامة - 2:17
- سيدي ياوطني - 4:36
- عشقنا الوطن - 1:45
- علي بلد المحبوب - 3:47
- لبعتلك رسالة - 4:42
- ليلة العيد - 2:35
- ياللي زرعتوا البرتقال - 3:25